# Xiuxiong Chen
Xiuxiong Chen est un mathématicien sino-américain dont les recherches portent sur la géométrie différentielle différentielle et les  équations différentielles. Professeur à l'Université Stony Brook depuis 2010, il est élu membre de l'American Mathematical Society en 2015 et reçoit le prix Oswald Veblen en géométrie en 2019. 

## Biographie
Chen naît dans le Xian de Qingtian dans le Zhejiang en Chine. Il entre au Département de mathématiques de l'Université des sciences et technologies de Chine en 1982 et obtient son diplôme en 1987.